# أسطول شرق آسيا الألماني

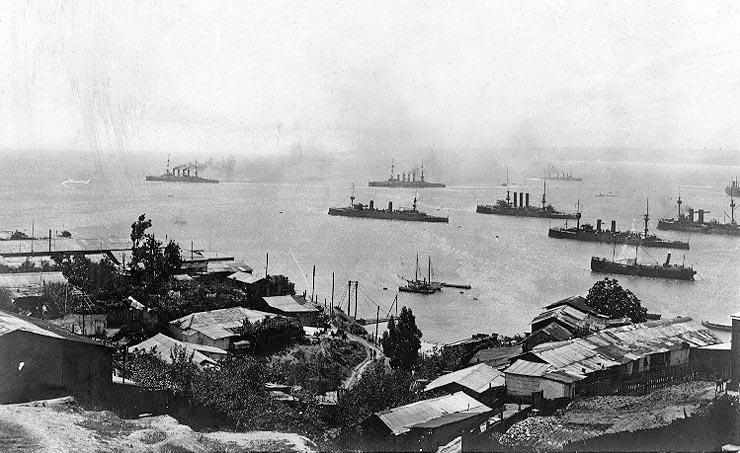
سرب أسطول شرق آسيا الألماني وهو يغادر ميناء فالبارايسو في تشيلي.

أسطول شرق آسيا الألماني (بالإنجليزية:   German East Asia Squadron)‏ (بالألمانية: Kreuzergeschwader or Ostasiengeschwader ) هو سرب من السفن الحربية تابع لبحرية الإمبراطورية الألمانية والتي خدمت في المحيط الهادئ مابين منتصف عقد 1980 وعام 1914.